# (16929) Hurník
(16929) Hurník, désignation internationale (16929) Hurnik, est un astéroïde de la ceinture principale.

## Description
(16929) Hurnik est un astéroïde de la ceinture principale. Il fut découvert le 31 mars 1998 à l'observatoire d'Ondřejov par Petr Pravec. Il présente une orbite caractérisée par un demi-grand axe de 3,06 UA, une excentricité de 0,13 et une inclinaison de 3,8° par rapport à l'écliptique.

## Compléments